# Влахиња (Билећа)
Влахиња је насељено мјесто у општини Билећа, у Републици Српској, Босна и Херцеговина. Према попису становништва из 1991. у насељу је живјело 17 становника. На попису становништва 2013. године, према подацима Агенције за статистику Босне и Херцеговине пописано је 12 становника.

## Становништво
| Националност       | 1991. | 1981. | 1971. | 1961. |
| Срби               | 17    | 23    | 32    | 38    |
| Црногорци          |       |       |       | 2     |
| остали и непознато |       |       |       |       |
| Укупно             | 17    | 23    | 32    | 40    |

| Демографија | Демографија | Демографија |
| Година      | Становника  | Становника  |
| ----------- | ----------- | ----------- |
| 1961.       | 40          |             |
| 1971.       | 32          |             |
| 1981.       | 23          |             |
| 1991.       | 17          |             |